# Scala (Kruiskade)
Scala was een Rotterdamse bioscoop aan de Kruiskade 60-68, die oorspronkelijk opende onder de naam 'Theater Soesman' in 1922, met toentertijd 1.200 zitplaatsen. Ze werd volledig verwoest in het bombardement van 14 mei 1940.

In december 1957, aan de Westblaak, opende de nieuwe bioscoop SCALA en sloot al na zeven maanden (sinds 1960 bekend als Cinerama).